# ジャック・カーター (政治家)
ジョン・ウィリアム・カーター（John William Carter, 1947年7月3日 - ）は、アメリカ合衆国の実業家、政治家である。2006年にネバダ州より連邦上院議員に立候補したが、本選挙でジョン・エンサインに敗れた。両親は第39代アメリカ合衆国大統領のジミー・カーターとファーストレディのロザリン・カーターである。

## 生い立ちと教育
カーターはバージニア州ポーツマスの海軍医療センター・ポーツマスで生まれた。ジョージア州プレーンズで育ったカーターは冬は父が経営するピーナッツ農場の倉庫で時給10セントで働いた。1965年に大学生となったカーターはジョージア工科大学、エモリー大学、ジョージア・サウスウェスタン州立大学に通った末、1968年4月に父の勧めでアメリカ海軍に入隊した。カーターはベトナム戦争中は修理救難艦グラップルで勤務した。彼はアイダホ州アイダホフォールズの海軍原子炉施設でクラスメート53人とともにマリファナを吸引していたことが発覚し、1970年末に「名誉以下」の除隊処分を受けた。カーターはジョージア工科大学に戻ると核物理学の学位を取得した。卒業後すぐにジョージア大学ロースクールに入学し、1975年に法務博士号を取得した。
1985年に彼はデヴィッド・ワレチンスキーのインタビューを受け、翌年にそれは高校卒業から20年後の視点で書かれた『Midterm Report: The Class of '65: Chronicles Of An American Generation』（1986年）として出版された。ワラチンスキーはベトナム戦争当時に高校を卒業した28人に取材し、彼らの人生に与えた深い影響に焦点を当てた。

## キャリア
1981年にカーターはシカゴに移り、シカゴ商品取引所とシティバンクで働いた。

### 2006年上院議員選挙運動
カーターは2002年にネバダ州に移住し、2006年の連邦上院議員選挙で民主党から立候補した。カーターは2006年8月15日にカーソンシティ出身の教師のルビー・ジー・トゥンを破って民主党の指名を獲得したが、本選挙では現職で共和党のジョン・エンサインに敗れた。
カーターはイラク戦争への反対と医療制度への懸念、そして退役軍人に対する公約不履行を争点としていた。

## 私生活
最初の妻のブラスフィールドとの継子であるジョン・チュルデンコ（John Chuldenko）は映画監督であり、選挙運動のテレビ広告も監督していた。また継娘のサラ・レイノルズ（Sarah Reynolds）はイラストレーター・画家であり、夫はオーストラリアの芸術家のスティーヴン・レイノルズである。